# Michaelis (pommersches Adelsgeschlecht)

Wappen derer von Michaelis

Michaelis (auch Michaëlis) ist der Name eines preußischen Adelsgeschlechts, dessen Stammlinie gegenwärtig fortbesteht. Es war von 1815 bis 1945 in Hinterpommern ansässig.
Die Familie ist sowohl von gleichnamigen Geschlechtern wie den ostpreußischen Michaelis, den Michaëlis von Engelsheimb, der aus Schweden stammenden Familie Michaelis des russisch-polnischen Generals Eugeniusz de Henning-Michaelis (1863–1939), als auch von bürgerlichen „Michaelis“, wie einem Stettiner Ratsgeschlecht und einer schlesischen Familie, zu unterscheiden.

## Geschichte

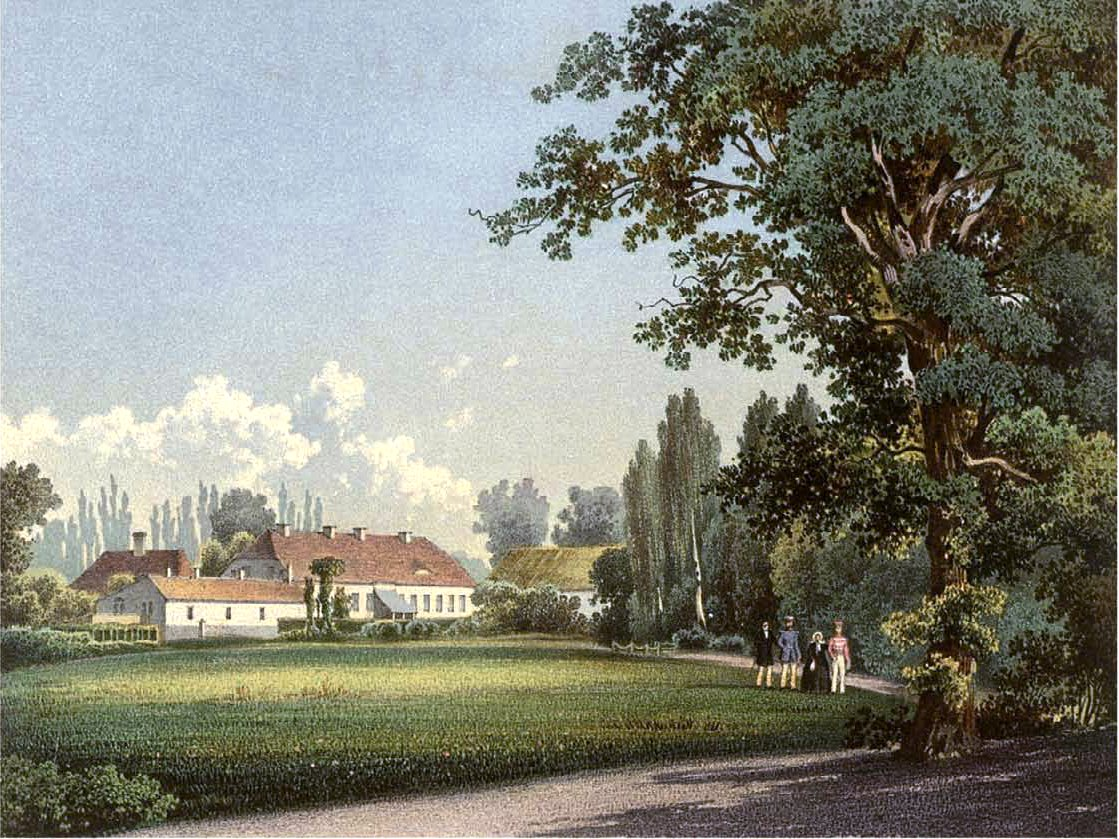
Rittergut Quatzow um 1860, Sammlung Alexander Duncker

Die Stammreihe der Familie beginnt mit dem stolbergischen Schultheißen und Fischermeister in Schiedungen, dann Kaufmann und Kirchenvorsteher in Ellrich Nikolaus (Claus) Michel († 1673). Bereits in der zweiten Generation konnte seine Familie 1658 Gutsbesitz in Schiedungen an sich bringen, stellte in der dritten Generation mit Johann Heinrich Michaelis (1668–1738) einen bedeutenden Theologen, Philologen und Professor an der Universität Halle und in der vierten Generation mit Justus Konrad Michaelis (1716–1772) einen preußischen Hofrat. König Friedrich Wilhelm II. von Preußen erhob des letztgenannten Sohn Wilhelm Michaelis (1742–1819), Rittmeister im Husarenregiment „von Wolky“, am 30. August 1787 mit Diplom vom 12. April 1788 in den erblichen preußischen Adelsstand. Die Offiziersfamilie Michaelis besaß von 1819 bis 1945 das Gut Quatzow mit Reddichow und seit 1846 auch Marienthal im Kreis Schlawe. Zu den Gutsherren gehörte Hubert von Michaelis (1858–1925), Reichstagsabgeordneter von 1903 bis 1918. Letzter Gutsbesitzer in Quatzow vor 1945 war Ernst Hubert von Michaelis, unter dessen Patronat das evangelische Kirchspiel von Quatzow gestanden hatte.

## Angehörige
- Adolf von Michaelis (1837–1898), preußischer Generalleutnant
- Hubert von Michaelis (1858–1925), Mitglied des Deutschen Reichstags

## Wappen
(1787): In Blau ein goldener Schräglinksbalken, belegt mit drei sechsstrahligen, blauen Sternen. Auf dem Helm mit blau-goldenen Decken ein geharnischter Arm, einen krummen Säbel schwingend.

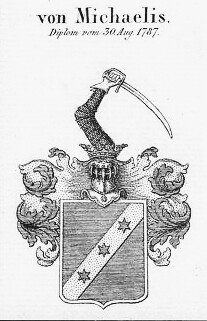
Wappen derer von Michaelis